# Johan Alnander
Johan Alnander, född 3 augusti 1694 i Kristbergs församling, Östergötlands län, död 30 juli 1737 i Kimstads församling, Östergötlands län, var en svensk präst.

## Biografi
Alnander föddes 1694 i Kristbergs församling. Han var son till kyrkoherden Olavus Alnander och Gertrud Törling. Alnander blev 1712 student vid Uppsala universitet och avlade magisterexamen 5 juni 1722. Han prästvigdes 12 augusti 1724 till domkyrkoadjunkt i Linköpings församling och blev 1 maj 1727 komminister i Sankt Lars församling. Alnander blev 1 maj 1734 kyrkoherde i Kimstads församling. Han avled 1737 i Kimstads församling och begravdes 11 augusti samma år med likpredikan av kyrkoherden Nils Palmaerus, Kullerstads församling.

### Familj
Alnander gifte sig 4 februari 1728 med Christina Margareta Kylander (1710–1775). Hon var dotter till kyrkoherden Haquinus Kylander och Elisabeth Tzander i Häradshammars församling. De fick tillsammans barnen Petrus Alnander (1729–1729), Johannes Alnander (1730–1740), lektorn Samuel Alnander vid kadettskolan i Karlskrona och Haqvinus Alnander (1734–1736).